# Михайлова, Мария Александровна
Мария (Марья) Александровна Михайлова (в замужестве Ван Путерен; 3 [15] июня 1864, Харьков — 18 января 1943, Пермь) — русская оперная певица (лирико-колоратурное сопрано).

## Биография
Училась пению в Петербурге на музыкально-драматических курсах Е. П. Рапгофа (у профессора З. П. Гренинг-Вильде). Позднее в течение четырёх лет в летние месяцы совершенствовалась у С. Ронкони (Милан), у С. Бакса (фр. Saint-Yves Bax) и Де-Лаборде (Париж).
С 1892 года, дебютировав в партии Маргариты Валуа («Гугеноты» Дж. Мейербера), — солистка Мариинского театра. Гастролировала в России (Орёл, Тамбов — 1896; Одесса; Москва — Большой театр, 1902; Владивосток, 1903; Крым, Харьков; Киев, 1903; города Сибири — 1909) и за рубежом: в Чехии (Прага, 1903), Болгарии, Сербии, Греции, Австрии (1903), Японии (1907). В 1912 году, выступив в партии Антониды («Жизнь за царя» М. И. Глинки), завершила театральную карьеру. Последние гастроли состоялись в 1914 году.
В последующие годы давала уроки пения.
Умерла в Перми, куда была эвакуирована во время войны.

### Семья
Муж (с 3.2.1895) — Михаил Дмитриевич Ван Путерен (1853—1908), педиатр, приват-доцент Медико-хирургической академии;
- дочь — Ольга (2.10.1899 — ?)[3].

## Творчество
Обладала гибким, лёгким голосом «серебристого» тембра и широкого диапазона, владела колоратурой.
Партнёрами М. А. Михайловой на сцене были: М. И. Долина, И. В. Ершов, М. Д. Каменская, М. М. Корякин, В. И. Куза, А. М. Лабинский, М. И. Михайлов, М. А. Славина, Л. В. Собинов, Ф. И. Стравинский, Г. П. Угринович, Н.Фриде, Ф. И. Шаляпин, В. С. Шаронов, Л. Г. Яковлев. Пела под управлением Ф. М. Блуменфельда, Э. А. Крушевского, Э. Ф. Направника.
Её репертуар включал свыше 30 оперных партий, а также произведения Ф. Шуберта, Ф. Шопена, Ж. Массне, Ш. Гуно, Б. Годара, Б. Сметаны, А. А. Алябьева, А. Е. Варламова, М. И. Глинки, М. П. Мусоргского, П. И. Чайковского, Н. А. Римского-Корсакова, А. Т. Гречанинова, А. Г. Рубинштейна, С. С. Гулак-Артемовского, Н. В. Лысенко, А. В. Едлички, А. Г. Коципинского, русские и украинские народные песни.

### Избранные оперные партии
- Антонида («Жизнь за царя» М. И. Глинки)
- Людмила («Руслан и Людмила» М. И. Глинки)
- Княгиня; Ольга; Наташа («Русалка» А. С. Даргомыжского)
- Тамара («Демон» А. Г. Рубинштейна)
- Снегурочка (одноимённая опера Н. А. Римского-Корсакова)
- Оксана («Ночь перед Рождеством» Н. А. Римского-Корсакова)
- Волхова («Садко» Н. А. Римского-Корсакова)
- Иоланта (одноимённая опера П. И. Чайковского)
- Даша («Вражья сила» А. Н. Серова)
- Электра («Орестея» С. И. Танеева) — первая исполнительница (1895, в постановке И. И. Палечека)[2]
- Наталка («Наталка Полтавка» Н. В. Лысенко)
- Сюзанна («Свадьба Фигаро» В. А. Моцарта) — первая исполнительница в Мариинском театре (1901)[2]
- Церлина («Дон Жуан» В. А. Моцарта)
- Марцелина («Фиделио» Л. Бетховена) — первая исполнительница в Мариинском театре (1905)[2]
- Розина («Севильский цирюльник» Дж. Россини)
- Амина («Сомнамбула» В. Беллини)
- Аннхен («Вольный стрелок» К. М. Вебера)
- Джульетта («Ромео и Джульетта» Ш. Гуно)
- Лакме (одноимённая опера Л. Делиба)
- Маргарита Валуа («Гугеноты» Дж. Мейербера)
- Берта («Иоанн Лейденский» / «Пророк» Дж. Мейербера)
- Инесса («Африканка[фр.]» Дж. Мейербера)
- Миссис Форд («Виндзорские кумушки» О.Николаи)
- Церлина («Фра-Дьяволо, или Гостиница в Террачине» Д.Обера)
- Олимпия («Сказки Гофмана» Ж. Оффенбаха)
- Каролина («Тайный брак» Д. Чимарозы) — первая исполнительница в России (1895)[2]
- Микаэла («Кармен» Ж. Бизе)
- Джильда («Риголетто» Дж. Верди)
- Наннетта («Фальстаф» Дж. Верди)
- Виолетта («Травиата» Дж. Верди)
- Мими; Мюзетта («Богема» Дж. Пуччини)
- Сантуцца («Сельская честь» П. Масканьи)
- Воглинда («Гибель богов» Р. Вагнера) — первая исполнительница в России (1903)[2]
- Герхильда; Ортлинда («Валькирия» Р. Вагнера)

### Дискография
В 1902—1914 годах записала на грампластинки более 300 произведений — арии, романсы, дуэты («Граммофон», «Зонофон», «Пате», «Колумбия» / Columbia, «Лирофон», Музтрест). Некоторые записи хранятся в Центральном музее музыкальной культуры (Москва).
- Мария Александровна Михайлова на сайте Discogs

## В музыке
А. К. Глазунов посвятил М. А. Михайловой застольную песню «Кубок янтарный» и дуэт «Эх ты, песня» (впервые исполнен ею вместе с М. И. Долиной 2 января 1900 года).

## Адреса в Санкт-Петербурге
- Фонарный переулок, дом 1[4].

## Награды
Золотая медаль на Станиславской ленте (1902).